# Corbatón (prenda)

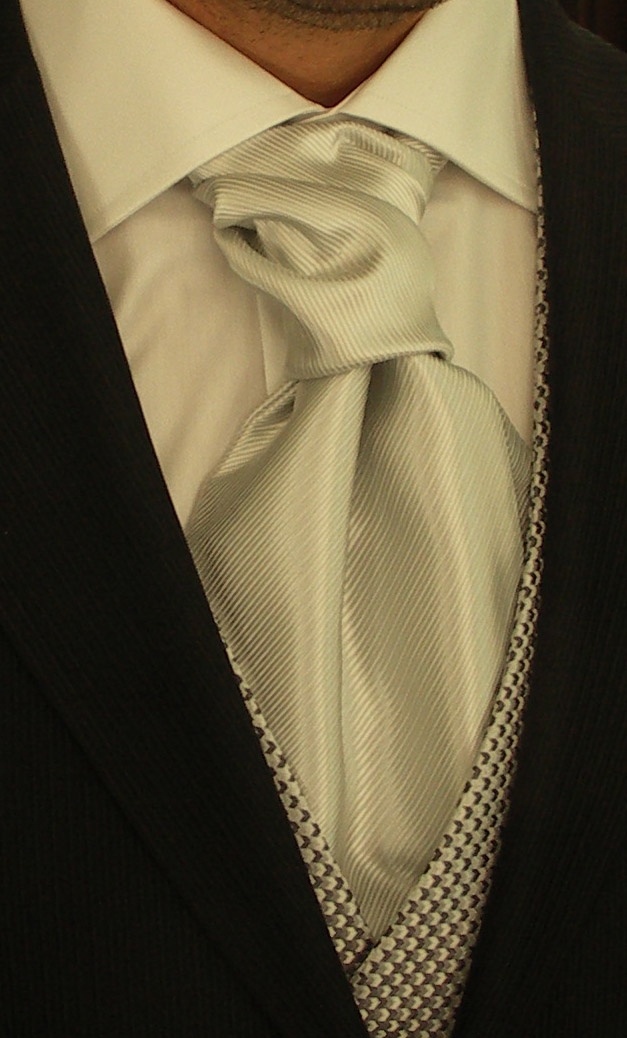
Corbatón de microfibra.

El corbatón, también llamado corbanda o plastrón, es una prenda de caballero parecida a la corbata en la forma de anudarse, pero con las palas mucho más anchas.

## Descripción del corbatón
Las palas del corbatón son aproximadamente el doble que las de una corbata en su parte más ancha y ambas suelen ser del mismo tamaño o tamaños parecidos, al contrario que la corbata donde una es claramente más ancha que la otra.
Así mismo, para poderse pasar por detrás del cuello con comodidad, ambas palas están unidas por una tela del mismo tipo pero muy estrecha.
Debido a la mayor anchura del complemento el nudo que se forma con ellas es mucho más grande y largo, por lo que su apariencia es mucho más destacada que el conseguido con la corbata.
Un corbatón puede estar confeccionado con los siguientes materiales, ya sea solos o en combinación:
1. Seda
2. Poliéster
3. Microfibra

Pero por su especial naturaleza y cometido, el material más aconsejable es el último; ya sea solo o en combinación con las anteriores. La microfibra otorga al corbatón un brillo y una presencia superior a las demás.

## Uso del corbatón
El corbatón se anuda como una corbata; pero el superior ancho de las palas da un volumen muy superior al nudo y con arrugas, cosa que la corbata no debe tener. Dichas arrugas se consiguen principalmente a la hora de anudar la pala delantera sobre la otra. Según se coloque esta, más lisa o con más dobleces, se obtienen nudos más arrugados o menos.
Gracias al mayor tamaño del nudo, el corbatón es propio de grandes eventos, como las bodas. Además suele reservarse casi exclusivamente a los protagonistas masculinos de dichos eventos, en el caso de las ceremonias nupciales sería el novio.

## Críticas al corbatón

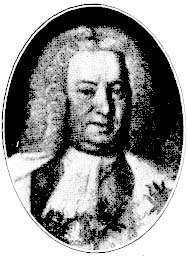
El militar sueco Anton Johan Wrangel retratado con corbatín.

Como se ha mencionado la gran anchura de sus palas otorga al corbatón un vistosidad muy especial y permite decorar el nudo con multitud de arrugas y pliegues. Pero esa facilidad se vuelve un inconveniente por el mucho tiempo que puede requerir anudarlo de forma vistosa.
Para tratar de solventar este inconveniente numerosos fabricantes ofrecen también el rocheu que vendría a ser un corbatón con el nudo ya hecho, pero de menor vistosidad.

## El corbatón en el cine
No es fácil encontrar ejemplos donde el corbatón tenga algo de protagonismo, más allá del simple vestuario. Una de las películas en las que aparece explícitamente su predecesor, el corbatín, es la última versión de La pimpinela escarlata, en la que el protagonista utiliza el mucho tiempo que requiere anudarlo para justificar su retraso a la cita de sociedad e implícitamente fingir su exquisitez.